# Korngrenze

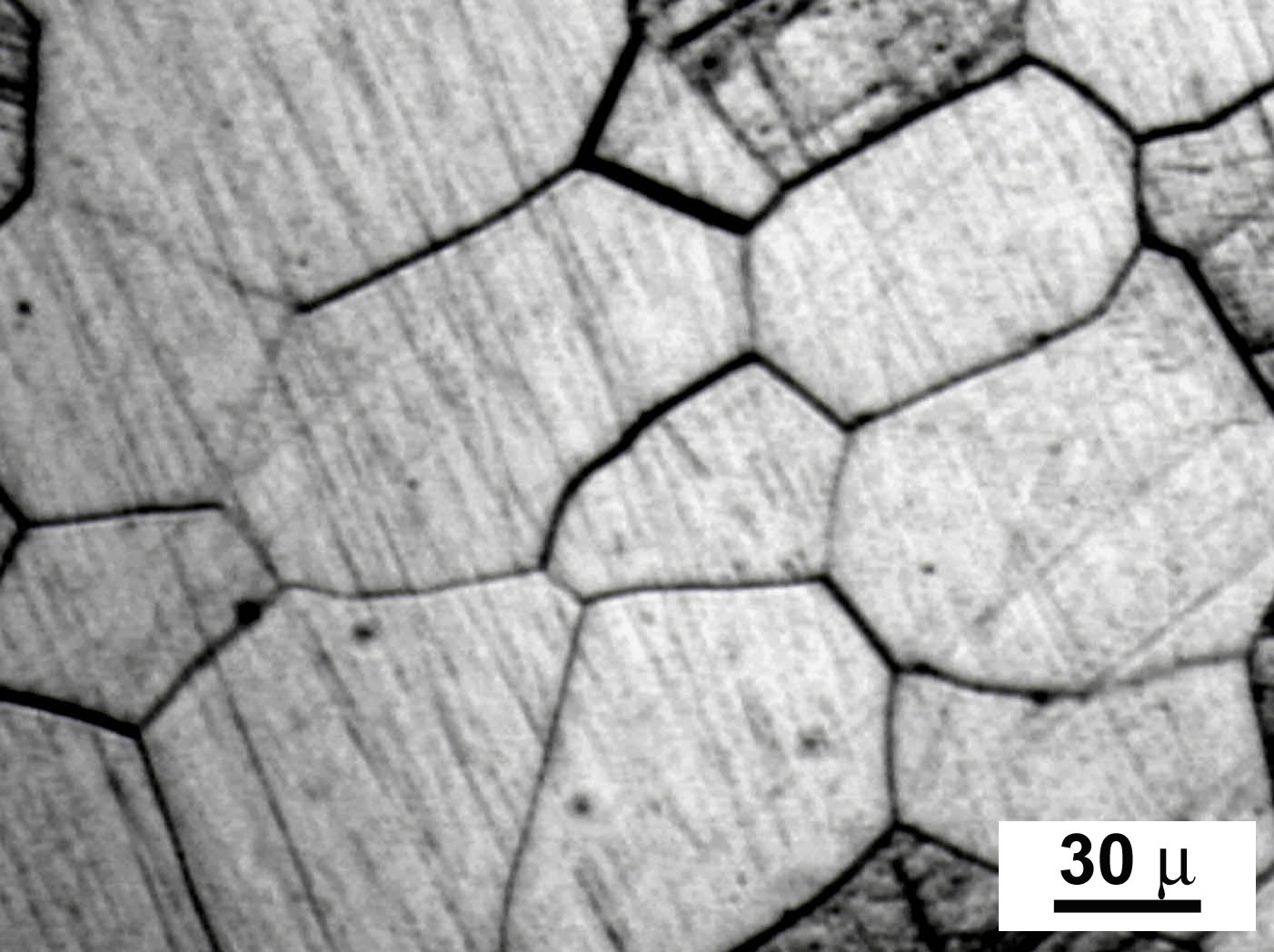
Mikrofotografie eines polykristallinen Metalls; die Korngrenzen wurden durch Ätzung sichtbar gemacht.

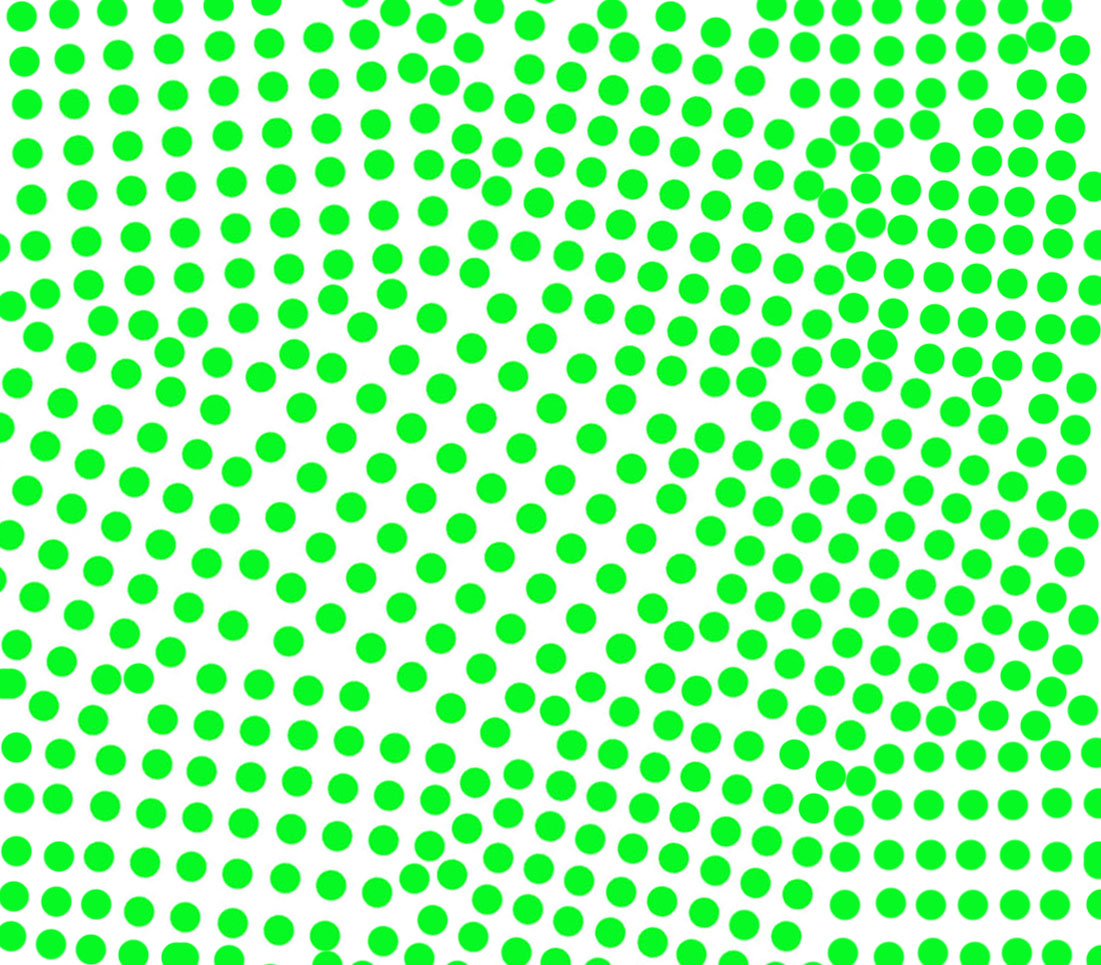
Illustration von verschieden orientierten Körnern in einem polykristallinen Material

Eine Korngrenze ist in der Kristallographie ein zweidimensionaler Gitterfehler. Die Korngrenze trennt in einem Kristall Bereiche mit unterschiedlicher Ausrichtung, aber ansonsten gleicher Kristallstruktur, voneinander; diese Bereiche werden Kristallite oder auch Körner genannt.
Korngrenzen können durch chemisches Ätzen an der Oberfläche sichtbar gemacht werden. Je nach Korngröße sind die Korngrenzen mit dem Auge, im Lichtmikroskop oder erst im Elektronenmikroskop sichtbar.

## Einteilung
Unterschieden werden:
- Kleinwinkelkorngrenzen: Orientierungsunterschied < 15°
- Großwinkelkorngrenzen. Als Großwinkelkorngrenze wird der Grenzbereich bezeichnet, in dem zufällig orientierte Kristallbereiche gegeneinanderstoßen, deren Orientierungsunterschied einen Winkel von 15° übersteigt. Eine solche Korngrenze kennzeichnet nicht mehr nur eine Störung in einem Korn, sondern die Korngrenze zum Nachbarkristallit.
Großwinkelkorngrenzen behindern die Bewegung von Versetzungen von einem Korn in das andere, sie haben daher einen wesentlichen Einfluss auf die mechanischen Eigenschaften metallischer Werkstoffe. So wird die Festigkeit meistens durch Korngrenzen erhöht, d. h. feinkörnige Werkstoffe sind fester; Ausscheidungen, insbesondere Oxide, die sich bevorzugt an Korngrenzen sammeln bzw. bilden, können aber auch einen negativen Einfluss auf die Festigkeit haben.

## Energien
Die Energie von Korngrenzen wird angegeben in Form von Flächenenergie bei einer theoretischen Temperatur von 0 K. Bei Gold liegt die Flächenenergie in der Größenordnung von 900 mJ/m², während die Oberflächenenergie bei 2000 mJ/m² liegt. Bei geringem Orientierungsunterschied der benachbarten Körner steigt die Grenzflächenenergie linear an und erreicht die Sättigung materialabhängig bei Winkeln größer als etwa 40°.
Die Energie in Kleinwinkelkorngrenzen setzt sich zusammen aus Selbst- und Wechselwirkungsenergien der beteiligten Versetzungen und ist i. d. R. proportional zu ihrer Dichte.